# 円光寺 (厚木市)
円光寺（えんこうじ）は神奈川県厚木市愛甲にある臨済宗建長寺派の寺院。山号は西嶺山で「円光禅寺」とも称す。
建長寺の玉山徳璇（仏覚禅師）によって開山され、久山長公が中興したと伝わるが、たびたび火災にあった事や、無住だった時期が長かった事で史料が散逸してしまい、詳細は不明となる。愛甲氏の居館跡とも伝わるが、遺構は確認できない。1890年（明治23年）以降、50年以上無住の状態が続いていた。49代住職の織田無道はタレントや霊能者として知られた。

## 伽藍

### 山門

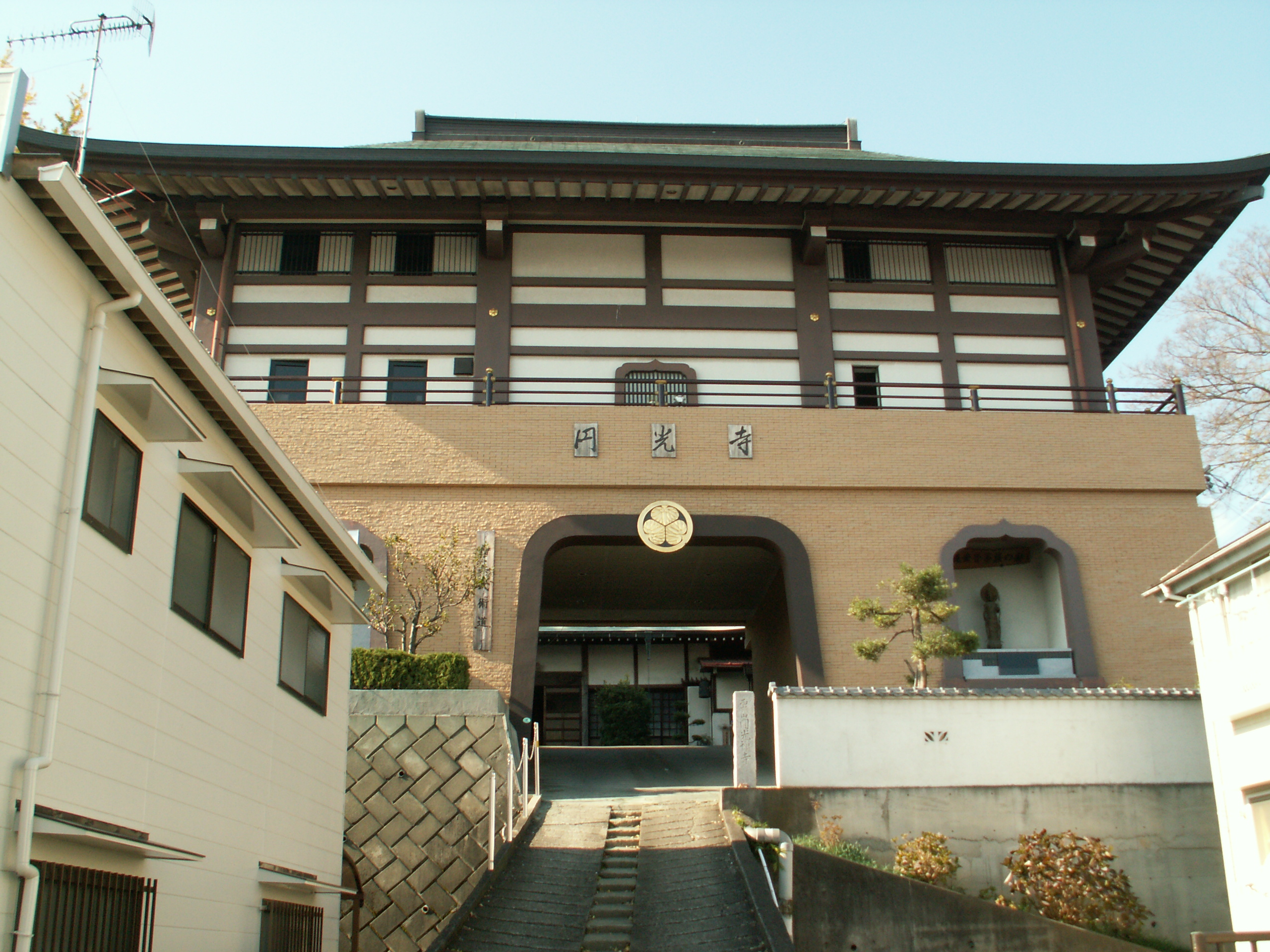
山門

大きな楼門で観音像が置かれている。門内には合葬墓がある。織田無道が住職だった時に再建された。

### 本堂
本尊の観音菩薩像が安置されている。

### 宝筐印塔

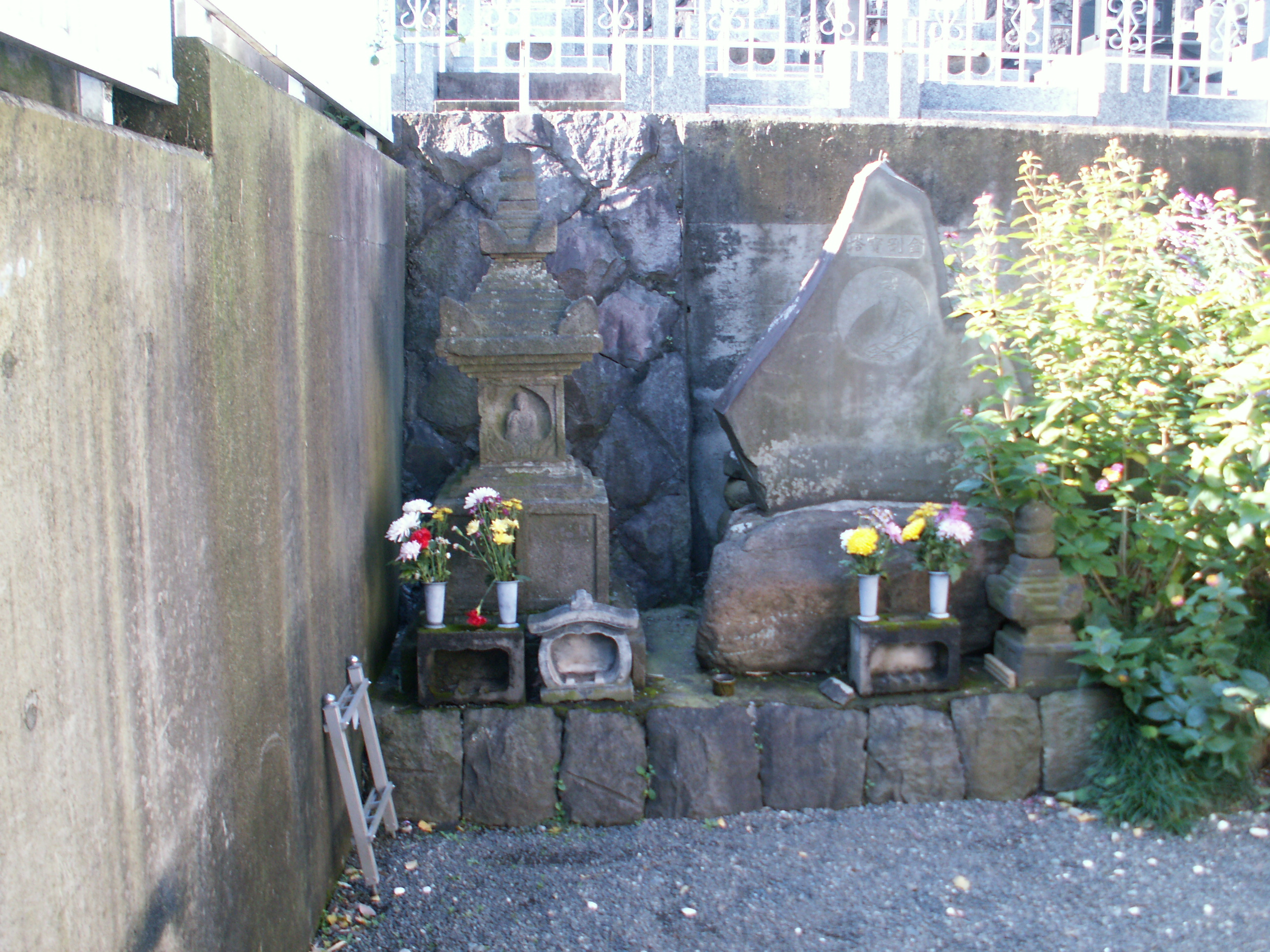
愛甲季隆の物と伝わる宝筐印塔（写真左側）

本堂脇に立つ宝筐印塔で建久3年（1192年）の銘がある。ただし年号は後年に改竄されたもので、実際には嘉元3年（1305年）頃のものと推定されている。愛甲季隆の墓碑との伝承がある。